# Скопинский уезд
Ско́пинский уе́зд — административная единица в Рязанской губернии Российской империи и РСФСР, существовавшая в 1778—1929 годах. Уездный город — Скопин.

## География
Уезд был расположен на юго-западе Рязанской губернии, на западе граничил с Тульской губернией. По площади уезд занимал территорию в 2434,8 вёрст² .

## История
Уезд был образован в 1778 году в составе Рязанского наместничества (с 1796 года — Рязанской губернии). В 1924 году в состав уезда вошли территории упразднённых Михайловского и Пронского уездов. В 1929 году уезд был упразднен, большая его часть вошла в состав Скопинского района Тульского округа Центральнопромышленной области (позднее — Московской).

## Население
Население уезда в 1896 году — 179 832 чел..
По переписи 1897 года в уезде было 176 682 жителя (84 815 мужчин и 91 867 женщин). В г. Скопин — 13 247 чел.
По итогам всесоюзной переписи населения 1926 года население уезда составило 385 931 человек, из них городское — 24 282 человека.

## Населённые пункты
В 1859 году в составе уезда было 170 населённых пунктов, наиболее крупные из них:
- г. Скопин — 11 897 чел.;
- с. Вослебово — 2272 чел.;
- с. Горлово — 2119 чел.;
- с. Затворное — 2239 чел.;
- с. Ильинка — 2491 чел.;
- с. Казинка — 2433 чел.;
- с. Катино — 2896 чел.;
- с. Муравлянка — 2523 чел.;
- с. Павелец — 1778 чел.;
- с. Чернава — 2614 чел.;

## Административное деление
В 1890 году в состав уезда входило 16 волостей:
| № п/п | Волость       | Волостное правление         | Число селений | Население |
| ----- | ------------- | --------------------------- | ------------- | --------- |
| 1     | Боровская     | с. Боровое                  | 21            | 9196      |
| 2     | Вослебская    | с. Вослебово                | 3             | 6222      |
| 3     | Горловская    | с. Горлово                  | 6             | 8648      |
| 4     | Затворнинская | с. Затворное                | 4             | 11 444    |
| 5     | Измайловская  | с. Измайлово                | 18            | 7918      |
| 6     | Казинская     | с. Казинка                  | 4             | 11 796    |
| 7     | Князевская    | с. Князево-Займице          | 10            | 11 600    |
| 8     | Корневская    | с. Корневое                 | 11            | 11 100    |
| 9     | Курбатовская  | с. Курбатово                | 22            | 9877      |
| 10    | Маклаковская  | с. Маклаково                | 23            | 5661      |
| 11    | Павелецкая    | с. Павелец                  | 6             | 11 426    |
| 12    | Полянская     | с. Поляны                   | 16            | 8169      |
| 13    | Сергиевская   | с. Сергиевское (Никольское) | 13            | 6097      |
| 14    | Чернавская    | с. Чернава                  | 12            | 12 459    |
| 15    | Чуриковская   | с. Чурики                   | 4             | 11 041    |
| 16    | Яблоневская   | с. Яблонево                 | 21            | 6012      |

В 1925 году в состав Скопинского уезда входило 9 волостей:
- Гагаринская — с. Грязное,
- Горловская — с. Горлово,
- Ерлинская — с. Ерлино,
- Милославская — с. Милославское,
- Михайловская — г. Михайлов,
- Побединская — с. Победное,
- Пронская — г. Пронск,
- Скопинская — г. Скопин,
- Чернавская — с. Чернава